# بوئيكان (غافروبارمون)
بوئیکان (بالفارسية: بوئیکان) هي قرية تقع في إيران في قسم غافروبارمون الريفي. يقدر عدد سكانها بـ 40 نسمة .